# بطولة القتال الأسترالية في 2016
كان عام 2016 هو العام السابع في تاريخ بطولة القتال الأسترالية، وهي عبارة عن منظمة لفنون القتال المختلطة مقره أستراليا. في عام 2016، عقدت المنظمة 3 أحداث.